# Irnerius
Irnerius (1050 körül – 1125 után) itáliai jogász, „a jog lámpása” (lucerna iuris), a glosszátor jogi iskola megalapítója, a római jog középkori újrafelfedezésének központi alakja. Az általa írt Summa Codicis, a iustinianusi törvénykönyvhöz, a Corpus Iuris Civilishez  írt feljegyzéseinek, glosszáinak a gyűjteménye. Szülővárosában, Bolognában jogot kezdett el tanítani a hét szabad művészet mellett a bolognai egyetemen.
Neve eltérő változatokban szerepel a középkori kéziratokban: Hirnerius, Hyrnerius, Iernerius, Gernerius, Garnerius, Guarnerius, Warnerius, Wernerius, Yrnerius neveken szólítják. Ő maga Wernerius néven szignált dokumentumokat.

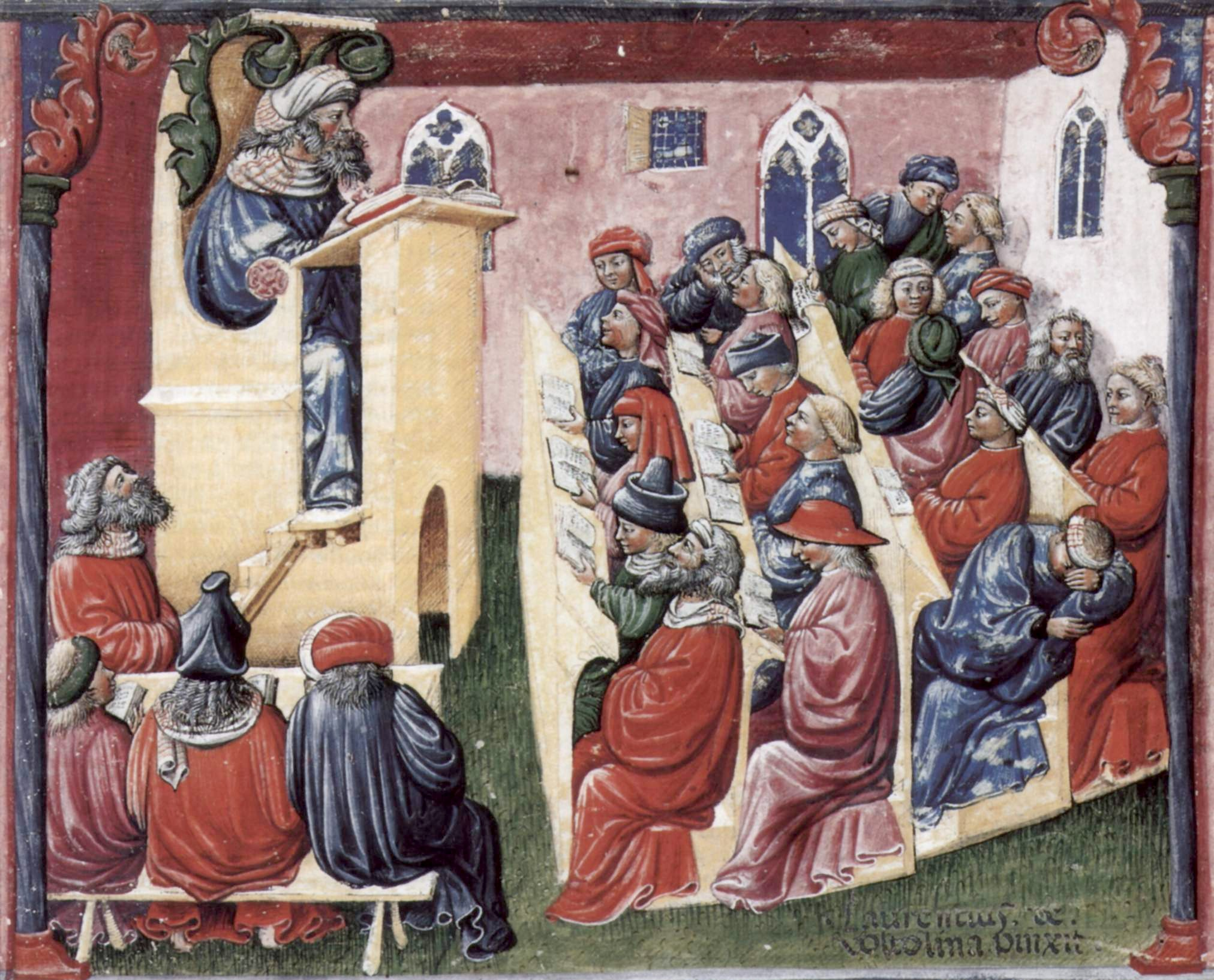
A bolognai egyetem középkori ábrázolása

## Élete
Bolognában született 1050 körül. Odofredus szerint eredetileg grammatikus, az ars dictandi tanára volt, tehát a hét szabad művészetet oktatta. Iustinianus jogkönyveinek felfedezése és Bolognába vitele után fogott bele azok tanulmányozásába. 
Burchardus ursbergi apát elbeszélése szerint Matilda, Toszkána őrgrófnője, a VII. Gergely és IV. Henrik között később kirobbant invesztitúraharc egyik szereplője biztatta erre. Korai ítéletleveleiben Irnerius valóban Matilda bírájaként szerepel, más forrás azonban nem említi, hogy Matilda támogatta volna Irnerius bolognai tevékenységét, amely város nem is volt Matilda uralma alatt.
Bolognában Irnerius megalapította jogi iskoláját, ahol már eddig is működött jogi oktatás a 11. században, amit egy Pepo nevű jogász alapított.
Robertus de Monte (Robert de Torigny) (1110-1186) krónikája szerint Irnerius a paviai születésű Lanfrancus, későbbi canterburyi érsek tanítványa volt. Más források ezt a kapcsolatot nem említik, s ellentmond ennek, hogy Lanfrancus nem jogász, hanem teológus volt. Előkerült azonban egy teológiai kézirat (Liber divinarum sententiarum), amelyet bizonyos Guarnerius-nak tulajdonítanak. Esetleg tanulhatott Lanfrancustól teológiát Párizsban Irnerius. A kérdés nyitott.
Odofredus azt állítja, hogy a bolognai jogi iskola úgy alakult ki, hogy az az ókori Rómából a császárral együtt Ravennába, majd a császárság megszűnése után Bolognába költözött. Ezzel valószínűleg jogfolytonosságot akart hangsúlyozni, de mindezt más források nem támasztják alá, történeti hitele nincs.
II. Paszkál pápa halála után Irnerius támogatta V. Henrik császárnak a pápaválasztással kapcsolatos jogait, és kiállt a császár által támogatott VIII. Gergely ellenpápa legitimitása mellett. 1116 után emiatt valószínűleg a császár által adományozott hivatalt is betöltött. A császár 1118-ban Rómába vonult a pápaválasztásra, magával vitte Irneriust, de sem fegyveres erővel, sem jogi érvekkel nem sikerült elismertetni a világgal a császár jelöltjét, ezért az egyház Reimsben a császárral együtt kiközösítette Irneriust. A vitát 1122-ben a wormsi konkordátum zárta le.
Tevékenységének leghitelesebb forrásai azok az ítéletlevelek, amelyeken a neve szerepel. 1113-ban Paviában ítélkezik. 1116. március 18-án a császár mellett van Teuso, Ribaldus és Tarvisius társaságában. Március 22-én szintén Azo, Teuzo, Aicardus, Tarvisius és mások társaságában, ekkor alá is írta a dokumentumot (ego Wernerius iudex). Ezután még sok ítéletlevélen, privilégiumlevélen, adománylevélen szerepel. Az utolsó ismert dokumentum a nevével 1125. december 15-én kelt, amelyben két konvent között kellett ítéletet mondania. Valószínűleg nem sokkal ezután meghalt, hiszen ekkor szakadnak meg hirtelen a róla szóló források.
Halála 1125 és 1129 közé tehető. Tanítványai, Bulgarus, Martinus Gosia, Hugo de Porta Ravennate és Jacobus de Boragine rögtön vitatkozni kezdtek utódlásán.

## Jogirodalmi tevékenysége

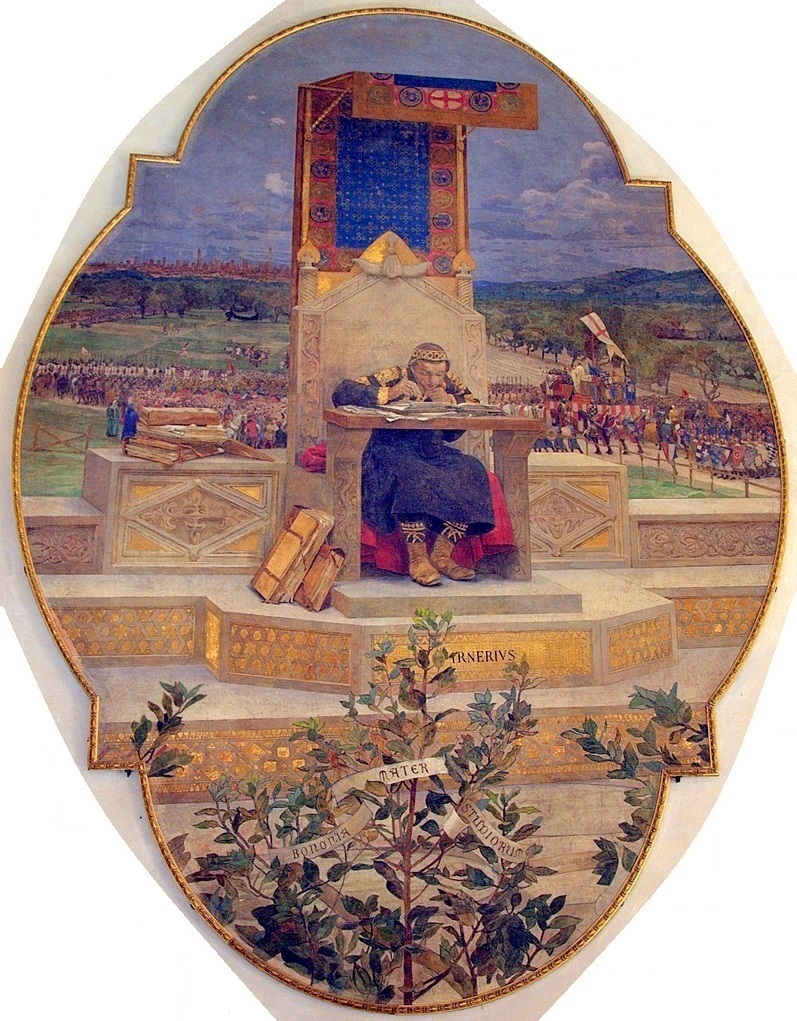
Irnerius

Módszere az volt, hogy felolvasott egy részt a iustinianusi kódexekből, hagyta, hogy diákjai ezeket leírják, majd magyarázatokat fűzött ezekhez. Ezért nevezte őt Odofredus „a jog lámpásá”-nak (lucerna iuris). 
Az általa adott magyarázatok egy része egyben a joganyag részévé is vált, mint authentica.
A későbbi századokban a részben általa, részben követői által írt glosszákhoz is glosszákat írtak a későbbi jogtudósok (posztglosszátorok, vagy kommentátorok).
A glosszátort betűjele nevezte meg, ami Irnerius esetén Y. volt. Tévesen neki tulajdonítottak korábban sok glosszát, I. jelöléssel, ami azonban valójában Jacobus betűjele volt.
A iustinianusi Pandecták Bolognában használt változata, a Littera Bononiensis így elterjedhetett egész Európában, ugyanis a Bolognából országaikba visszatérő diákok felhasználták a római jogi ismereteiket odahaza. A Littera Bononiensis mellett a római jog európai újraelterjesztésében szerepet kapott még az ugyancsak a iustinianusi kodifikációt őrző másik forrás, a firenzei Codex Florentina is.
Tévesen neki tulajdonítják a Quaestiones de juris subtilitatibus című művet. A Summa Codicis azonban vitathatatlanul Irnerius műve. Ezeken kívül rendelkezünk még számos töredékkel, melyek szerzősége vitathatatlan, azonban nem beazonosítható, hogy Irnerius melyik művéről van szó.
Követői négy doktor néven váltak ismertté. E négy doktor: Bulgarus, Martinus Gosia, Ugo de Porta Ravennate, Jacobus de Boragine. Irnerius szerint „Bulgarus os aureum, Martinus copia legum, Mens legum est Ugo, Jacopus id quod ego”. Azaz Bulgarus az aranyszájú, Martinus a törvény ereje, Ugo a törvény értelme, Jacobus pedig az, ami én is. Egyesek feltételezték ezek alapján, hogy Irnerius Jacobust szemelte ki utódjául, de egy újonnan felfedezett torinói kézirat így értelmezi Irnerius szavait: „És ezt azért mondta, hogy mindenki saját iskolát alapítson és ők így is tettek.” (Et hoc dixit volens innuere quod quilibet faceres scolas suas, et ipsi ita fecerunt.)